# مارسلو ارگولو
مارسلو ارگولو (انگلیسی: Marcelo Argüello؛ زادهٔ ۱۹ ژانویهٔ ۱۹۹۳) بازیکن فوتبال اهل آرژانتین است.